# Gentilés de Russie
Cet article est destiné à rassembler l'ensemble des gentilés de Russie.

## Russie
- La Russie (fédération de Russie) : Gentilé : Russe, Russes, Russe, Russes (invariant au féminin). Russien, Russiens, Russienne, Russiennes est parfois mentionné, mais rarement utilisé en pratique, pour désigner les citoyens russes, quelle que soit leur origine ethnique, en les distinguant des Russes au sens ethnique. Glottonyme : russe. Les adjectifs correspondants sont russe, russes, russe, russes (resp. russien, russiens, russienne, russiennes) et russo- en composition (guerre russo-japonaise...). Gentilé familier : les Russkoffs[1]

## Sujets

### Républiques
- Adyguée : Adygué, Adygués, Adyguée, Adyguées ou Adyguéen, Adyguéens, Adyguéenne, Adyguéennes
- République de l'Altaï : Altaïen, Altaïens, Altaïenne, Altaïennes
- Bachkirie : Bachkir, Bachkirs, Bachkire, Bachkires ; glottonyme : bachkir
- Bouriatie : Bouriate, Bouriates, Bouriate, Bouriates (invariant au féminin) ; glottonyme : bouriate
- République de Carélie : Carélien, Caréliens, Carélienne, Caréliennes ; glottonyme : carélien
- Daghestan ou Daguestan : Daghestanais, Daghestanais, Daghestanaise, Daghestanaises ou Daguestanais, Daguestanais, Daguestanaise, Daguestanaises
- République populaire de Donetsk : Donetsien, Donetsienne, Donetsiens, Donetsennes
- Sakha : Iakoute, Iakoutes, Iakoute, Iakoutes (invariant au féminin) ; glottonyme : iakoute
- Ingouchie : Ingouche, Ingouches, Ingouche, Ingouches (invariant au féminin)
- Kabardino-Balkarie : Kabarde, Kabardes, Kabarde, Kabardes (invariant au féminin) et Balkar, Balkars, Balkare, Balkares
- Kalmoukie : Kalmouk, Kalmouks, Kalmouke, Kalmoukes ; glottonyme : kalmouk
- Karatchaïévo-Tcherkessie : Karatchaï, Karatchaïs, Karatchaï, Karatchaïs (invariant au féminin) et Tcherkesse, Tcherkesses, Tcherkesse, Tcherkesses (invariant au féminin) ; glottonyme : tcherkesse
- Khakassie : Khakasse, Khakasses, Khakasse, Khakasses (invariant au féminin)
- République des Komis : Komi, Komis, Komie, Komies
- République populaire de Lougansk : Louganien, Louganienne, Louganiens, Louganiennes
- République des Maris : Mari, Maris, Marie, Maries ; glottonyme : mari
- Mordovie : Mordve, Mordves, Mordve, Mordves (invariant au féminin)
- Ossétie-du-Nord-Alanie : Ossète, Ossètes, Ossète, Ossètes (invariant au féminin) ; glottonyme : ossète
- Oudmourtie : Oudmourte, Oudmourtes, Oudmourte, Oudmourtes (invariant au féminin) ; glottonyme : oudmourte
- Tatarstan : Tatar, Tatars, Tatare, Tatares ; glottonyme : tatar
- Tchétchénie : Tchétchène, Tchétchènes, Tchétchène, Tchétchènes (invariant au féminin) ; glottonyme : tchétchène
- Tchouvachie : Tchouvache, Tchouvaches, Tchouvache, Tchouvaches (invariant au féminin) ; glottonyme : tchouvache
- Touva : Touva, Touvas, Touva, Touvas (invariant au féminin) ; glottonyme : touvain

## Villes

### A
- Haut – A
- B
- C
- D
- E
- F
- G
- H
- I
- J
- K
- L
- M
- N
- O
- P
- Q
- R
- S
- T
- U
- V
- W
- X
- Y
- Z

- Abakan : Abakanais[2], Abakanaise, Abakanaises
- Arzamas : Arzamassien, Arzamassienne, Arzamassiens, Arzamassiennes[3],[4]
- Astrakhan : Astrakhanais, Astrakhanaise, Astrakhanais, Astrakhanaises[5]

### B
- Haut – A
- B
- C
- D
- E
- F
- G
- H
- I
- J
- K
- L
- M
- N
- O
- P
- Q
- R
- S
- T
- U
- V
- W
- X
- Y
- Z

- Belgorod : Belgorodien, Belgorodienne, Belgorodiens, Belgorodiennes[6]
- Bratsk : Bratskien, Bratskienne, Bratskiens[7], Bratskiennes

### C
- Haut – A
- B
- C
- D
- E
- F
- G
- H
- I
- J
- K
- L
- M
- N
- O
- P
- Q
- R
- S
- T
- U
- V
- W
- X
- Y
- Z

### D
- Haut – A
- B
- C
- D
- E
- F
- G
- H
- I
- J
- K
- L
- M
- N
- O
- P
- Q
- R
- S
- T
- U
- V
- W
- X
- Y
- Z

### E
- Haut – A
- B
- C
- D
- E
- F
- G
- H
- I
- J
- K
- L
- M
- N
- O
- P
- Q
- R
- S
- T
- U
- V
- W
- X
- Y
- Z

- Engels : Engelsien, Engelsienne, Engelsiens, Engelsiennes ; ; d'après l'adjectif en rapport avec Friedrich Engels[8]

### G
- Haut – A
- B
- C
- D
- E
- F
- G
- H
- I
- J
- K
- L
- M
- N
- O
- P
- Q
- R
- S
- T
- U
- V
- W
- X
- Y
- Z

- Grozny : Groznien, Groznienne, Grozniens[9], Grozniennes

### I
- Haut – A
- B
- C
- D
- E
- F
- G
- H
- I
- J
- K
- L
- M
- N
- O
- P
- Q
- R
- S
- T
- U
- V
- W
- X
- Y
- Z

- Iaroslavl : Iaroslavien, Iaroslavienne, Iaroslaviens, Iaroslaviennes[10]
- Iekaterinbourg : Ekaterinbourgeois, Ekaterinbourgeois, Ekaterinbourgeoise, Ekaterinbourgeoises[11],[12]
  - variante : Iekaterinbourgeois, Iekaterinbourgeois, Iekaterinbourgeoise, Iekaterinbourgeoises[11]
    - Un temps (1924-1991) Sverdlovsk : Sverdlovskien, Sverdlovskienne, Sverdlovskiens[13], Sverdlovskiennes
- Ijevsk : Ijevskien, Ijevskienne, Ijevskiens, Ijevskiennes[14]
- Irkoutsk : Irkoutien, Irkoutienne, Irkoutiens, Irkoutiennes[15]
  - variante : Irkoutois, Irkoutoise, Irkoutois, Irkoutoises[16]
- Ivanovo : Ivanovien, Ivanovienne, Ivanoviens[17], Ivanoviennes

### J
- Haut – A
- B
- C
- D
- E
- F
- G
- H
- I
- J
- K
- L
- M
- N
- O
- P
- Q
- R
- S
- T
- U
- V
- W
- X
- Y
- Z

### K
- Haut – A
- B
- C
- D
- E
- F
- G
- H
- I
- J
- K
- L
- M
- N
- O
- P
- Q
- R
- S
- T
- U
- V
- W
- X
- Y
- Z

- Kaliningrad : Kaliningradien, Kaliningradienne[18]
  - variante : Kaliningradois, Kaliningradoise[18]
  - avant 1945: Königsbergeois, Königsbergeoise ou Koenigsbergeois, Koenigsbergeoise
- Kalouga : Kalougien, Kalougienne, Kalougiens[19], Kalougiennes
- Kassimov : Kassimovien, Kasimovienne : d'où le nom de Kassimovien (période géologique)[20]
- Kazan : Kazanais, Kazanais, Kazanaise, Kazanaise[21]
- Kemerovo : Kemerovien, Kemerovienne, Kemeroviens, Kemeroviennes[22]
- Khabarovsk : Khabarovskien, Khabarovskienne, Khabarovskiens, Khabarovskiennes[23]
- Kirov : Kirovien[24], Kirovienne, Kiroviens, Kiroviennes
- Kostroma : Kostromien, Kostromienne, Kostromiens[25], Kostromiennes
- Kourgan : Kourganien, Kourganienne, Kourganiens, Kourganiennes, même adjectif que pour le mot Kourgane[26]
- Krasnodar : Krasnodarien, Krasnodarienne, Krasnodariens, Krasnodariennes[27]
- Krasnoïarsk : Krasnoïarien, Krasnoïarienne, Krasnoïariens, Krasnoïariennes[28]
- Kyzyl : Kyzylien[29], Kyzylienne, Kyzyliens[30], Kyzyliennes

### L
- Haut – A
- B
- C
- D
- E
- F
- G
- H
- I
- J
- K
- L
- M
- N
- O
- P
- Q
- R
- S
- T
- U
- V
- W
- X
- Y
- Z

- Lioubertsy : Lioubertsien, Lioubertsienne, Lioubertsiens[31], Lioubertsiennes

### M
- Haut – A
- B
- C
- D
- E
- F
- G
- H
- I
- J
- K
- L
- M
- N
- O
- P
- Q
- R
- S
- T
- U
- V
- W
- X
- Y
- Z

- Maïkop : Maïkopien ,Maïkopienne, Maïkopiens[32], Maïkopiennes
- Moscou : Moscovite, Moscovites, Moscovite, Moscovites (invariant au féminin)[33]
- Mourmansk : Mourmanien, Mourmanienne[34],[35], Mourmaniens, Mourmaniennes
- Mourom : Mouromien, Mouromienne, Mouromiens, Mouromiennes ; d'après l'ancien peuple des Mouromiens[36]

### N
- Haut – A
- B
- C
- D
- E
- F
- G
- H
- I
- J
- K
- L
- M
- N
- O
- P
- Q
- R
- S
- T
- U
- V
- W
- X
- Y
- Z

- Nijnevartovsk : Nijnevartovien, Nijnevartovienne, Nijnevartoviens[37], Nijnevartoviennes
- Nijni Novgorod : Nijégorodien, Nijégorodiens, Nijégorodienne, Nijégorodiennes[38]
  - Un temps (1932-1991) Gorki : Gorkien, Gorkiens, Gorkienne, Gorkiennes ; d'après l'adjectif relatif à Maxime Gorki[39]
- Norilsk : Norilskien, Norilskienne, Norilskiens[40], Norilskiennes
  - variante : Norilskois[41]
- Novgorod : Novgorodien, Novgorodiens, Novgorodienne, Novgorodiennes[42],[43],[44]
- Novokouznetsk : Novokouznetskien, Novokouznetskienne, Novokouznetskiens, Novokouznetskiennes[45]
- Novossibirsk : Novossibirskien, Novossibirskienne[46]
- Novotcherkassk : Novotcherkasskien, Novotcherkasskienne, Novotcherkasskiens[47], Novotcherkasskiennes

### O
- Haut – A
- B
- C
- D
- E
- F
- G
- H
- I
- J
- K
- L
- M
- N
- O
- P
- Q
- R
- S
- T
- U
- V
- W
- X
- Y
- Z

- Orenbourg : Orenbourgeois, Orenbourgeoise, Orenbourgeoises[48]
- Omsk : Omskois[49], Omskoise, Omskoises, Omskoises
- Oufa : Oufien, Oufienne, Oufiens, Oufiennes[50]
  - variante : Oufimien ; d'où le nom de l'Oufimien (étage géologique)[51]
- Oulan-Oudé : Oulan-Oudéen, Oulan-Oudéenne, Oulan-Oudéens, Oulan-Oudéennes[52]
- Oulianovsk : Oulianovien[53], Oulianovienne, Oulianoviens, Oulianoviennes

### P
- Haut – A
- B
- C
- D
- E
- F
- G
- H
- I
- J
- K
- L
- M
- N
- O
- P
- Q
- R
- S
- T
- U
- V
- W
- X
- Y
- Z

- Perm : Permien, Permiens, Permienne, Permiennes d’où le Permien (période géologique)[54]
  - Un temps (1940-1957) Molotov : Molotovien[55], Molotoviens, Molotovienne, Molotoviennes
- Petchory : Petzorien, Petzorienne, Petzoriens, Petzoriennes[56]
- Podolsk : Podolskien, Podolskienne, Podolskiens[57], Podolskiennes
- Pouchkino : Pouchkinien, Pouchkinienne, Pouchkiniens, Pouchkiniennes ; d'après l'adjectif en rapport avec Alexandre Pouchkine[58]
- Pskov : Pskovitain, Pskovitaine[59]

### R
- Haut – A
- B
- C
- D
- E
- F
- G
- H
- I
- J
- K
- L
- M
- N
- O
- P
- Q
- R
- S
- T
- U
- V
- W
- X
- Y
- Z

- Riazan : Riazanais, Riazanais, Riazanaise, Riazanaises[60]
- Rostov-sur-le-Don : Rostovien, Rostoviens, Rostovienne, Rostoviennes[61],[62]

### S
- Haut – A
- B
- C
- D
- E
- F
- G
- H
- I
- J
- K
- L
- M
- N
- O
- P
- Q
- R
- S
- T
- U
- V
- W
- X
- Y
- Z

- Saint-Pétersbourg : Pétersbourgeois, Pétersbourgeois, Pétersbourgeoise, Pétersbourgeoises[11] ; ou Saint-Pétersbourgeois, Saint-Pétersbourgeois, Saint-Pétersbourgeoise, Saint-Pétersbourgeoises[63]
  - Un temps (1924-1991) Léningrad : Léningradois, Léningradois, Léningradoise, Léningradoises[64]
    - variante : Léningradien, Léningradienne[64]

  - Un temps (1914-1924) Petrograd : Petrogradois[65], Petrogradois, Petrogradoise, Petrogradoises
- Samara : Samarien, Samariens, Samarienne, Samariennes[66]
- Saratov : Saratovien, Saratoviens, Saratovienne, Saratoviennes[67]
- Serpoukhov : Serpoukhovien, Serpoukhovienne, Serpoukhoviens, Serpoukhoviennes ; d'où le nom de Serpukhovien (période géologique)[68]
- Severodvinsk : Severodvinskien[69], Severodvinskienne, Severodvinskiens, Severodvinskiennes
- la Sibérie : Sibérien, Sibériens, Sibérienne, Sibériennes[70]
  - anciennement : Sibériaque[71]
- Smolensk : Smolénien[72], Smolénienne, Smoléniens, Smoléniennes
  - variante : Smolenskien[73],[74], Smolenskienne
- Sotchi : Sotchien[75], Sotchienne, Sotchiens, Sotchiennes
- Souzdal : Souzdalien, Souzdaliens, Souzdalienne, Souzdaliennes[42]
- Stary Oskol : Starooskolien[76], Starooskolienne, Starooskoliens, Starooskoliennes
- Sterlitamak : Sterlitamakien[77], Sterlitamakiens, Sterlitamakiens, Sterlitamakiennes
- Stavropol : Stavropolien, Stavropolienne, Stavropoliens, Stavropoliennes[78]

### T
- Haut – A
- B
- C
- D
- E
- F
- G
- H
- I
- J
- K
- L
- M
- N
- O
- P
- Q
- R
- S
- T
- U
- V
- W
- X
- Y
- Z

- Tambov : Tambovien[79], Tambovienne, Tamboviens, Tambovienne
- Tcheboksary : Tcheboksarien, Tcheboksarienne, Tcheboksariens, Tcheboksariennes[80]
- Tioumen : Tioumenois, Tioumenoise, Tioumenois, Tioumenoises[81]
- Tobolsk : Tobolskois, Tobolskoise, Tobolskoises[82],[83]
- Togliatti : Togliattien , Togliattienne, Togliattiens, Togliattiennes ; d'après l'adjectif pour ceux suivant les idées de Palmiro Togliatti[84]
- Tomsk : Tomskois, Tomskoise, Tomskois, Tomskoises[85]
- Toula : Toulien, Toulienne, Touliens[86], Touliennes
- Tver : Tvéritain, Tvéritains, Tvéritaine, Tvéritaines[87]

### V
- Haut – A
- B
- C
- D
- E
- F
- G
- H
- I
- J
- K
- L
- M
- N
- O
- P
- Q
- R
- S
- T
- U
- V
- W
- X
- Y
- Z

- Vladimir : Vladimirien, Vladimirienne, Vladimiriens, Vladimiriennes[10],[88]
- Vladivostok : Vladivostokien, Vladivostokienne, Vladivostokiens, Vladivostokiennes[89]
- Volgograd : Volgogradois, Volgogradoise, Volgogradois, Volgogradoises[90],[91]
  - Anciennement (1925-1961) Stalingrad : Stalingradois[92], Stalingradoise, Stalingradois, Stalingradoises
  - Anciennement (1589-1925) Tsaritsyne : Tsaritsynien[93], Tsaritsynienne, Tsaritsyniens, Tsaritsyniennes
- Vologda : Vologdien[94], Vologdienne, Vologdiens, Vologdiennes
- Vorkouta : Vorkoutien, Vorkoutienne, Vorkoutiens[41], Vorkoutiens
- Voronej :  Voronejien[79], Voronejienne, Voronejiens, Voronejiennes
  - variante : Voronegien[76]

### Z
- Haut – A
- B
- C
- D
- E
- F
- G
- H
- I
- J
- K
- L
- M
- N
- O
- P
- Q
- R
- S
- T
- U
- V
- W
- X
- Y
- Z